# NGC 3552
NGC 3552 est une galaxie lenticulaire (ou elliptique ?) relativement éloignée et située dans la constellation de la Grande Ourse. NGC 3552 a été découverte par l'astronome germano-britannique William Herschel en 1785.

## Caractéristiques
Sa vitesse par rapport au fond diffus cosmologique est de 8 995 ± 30 km/s, ce qui correspond à une distance de Hubble de 132,5 ± 9,3 Mpc (∼432 millions d'al).

## Groupe de NGC 3550

L'amas Abell 1185 par le télescope spatial Hubble.

NGC 3552 fait partie du groupe de NGC 3550. Ce groupe, situé près du centre de l'amas de galaxies SN Abell 1185, comprend au moins 14 galaxies dont NGC 3550 et NGC 3553.